# Жорж-Емманюель Клансьє
Жорж-Емманюель Клансьє (фр. Georges-Emmanuel Clancier; нар. 3 травня 1914, Лімож — пом. 4 липня 2018, Париж) — французький поет, прозаїк і радіожурналіст.

## Біографія
Жорж-Емманюель Клансьє відвідував середню школу в Ліможі, де був учнем Жана Іпполіта. Він вивчав філологію в Пуатьє та Тулузі, з 1937 року писав романи та вірші, а з 1941 року працював співробітником журналу Fontaine, заснованого Максом-Полем Фуше. Після війни він працював радіорепортером і став програмним продюсером в Управлінні французького радіомовлення і телебачення. У 1945 році разом з Рене Ружері (1926—2010) і Робером Маргерітом (1910—1988) заснував журнал Centres. За своє довге життя (першу третину якого він зробив темою багатотомної автобіографії) він опублікував численні романи, оповідання, вірші та літературну критику. З 1976 по 1979 рік був президентом французького ПЕН-клубу. У 1971 році він отримав Велику премію з літератури Французької академії, а в 1996 році — Велику премію з літератури Літературного товариства (SGDL). У 1992 році отримав Гонкурівську премію за поезію. Його найвідоміший роман — Чорний біль. Основна частина його творів присвячена лімузенському походження та власному дитинству.
Був одружений з психоаналітикинею Анною Клансьє (1913—2014). Помер у 2018 році у віці 104 років.

## Вибрані твори

### Поезія
- Le paysan céleste suivi de Notre part d'or et d'ombre. Poèmes 1950—2000. Gallimard, Paris 2008. (Vorwort von André Dhôtel)
- Vive fut l'aventure. Poèmes. Gallimard, Paris 2008.
- Au secret de la source et de la foudre. Gallimard, Paris 2018. (1960—1980)

### Романи
- Le Pain noir. 1956. Grand Prix du roman de la Société des gens de lettres en 1957.
- La fabrique du roi. 1957.
- Les drapeaux de la ville. Laffont 1959.
- La dernière saison. 1961.
- Les incertains. Seghers 1965. Laffont 1970.
- L’éternité plus un jour. Laffont 1969. J'au lu 1978. Laffont 1985. Table ronde 2005